# Koraalhaarschubje
Koraalhaarschubje (Agonimia flabelliformis) is een korstmossoort uit de familie Verrucariaceae.

## Determinatie
Koraalhaarschubje heeft een klein, schubachtig (squamulose) thallus. Het thallus is kenmerkend met waaiervormige of fijn vertakte, koraalachtige uitsteeksels (coralloïde). De lobben zijn zeer klein, variërend van 15 tot 150 μm breed, en worden gevormd door clusters van afgeronde groene structuren die goniocysten worden genoemd. Deze goniocysten bestaan uit algencellen die omgeven zijn door hyfen, en vormen een heldere, gelei-achtige cortex zonder de kleine bultjes (papillen) die voorkomen bij verwante soorten. Het korstmos is felgroen wanneer het vochtig is en verbleekt tot een bleek bruingroen wanneer het opdroogt.
De voortplantingsstructuren van het korstmos, de zogenaamde peritheciën, verschijnen aanvankelijk rond maar kunnen bij rijping enigszins peervormig worden. Ze zijn 150 tot 250 μm hoog en 150 tot 200 μm breed, met een doffe, lichtbruine tot grijsbruine buitenkant. Deze peritheciën hebben geen involucrellum, een beschermend weefsel dat bij sommige korstmossen voorkomt. De openingen (ostiolen) zijn licht van kleur en relatief wijd, met een diameter van ongeveer 30–50 μm. Binnenin hebben de peritheciën een wand (excipulum) met drie lagen: een binnenste heldere laag, een donkerbruine middenlaag en een buitenste kleurloze laag.
Binnenin de peritheciën bevinden zich knotsvormige ascus, elk met acht sporen. De sporen zijn kleurloos, langwerpig tot ellipsoïde van vorm, met meerdere inwendige septa en meten ongeveer 23–35 μm bij 11–15 μm. Daarnaast bevinden zich in de peritheciën ook eenvoudige of gesegmenteerde perifyse—dunne draadvormige structuren die de binnenzijde van de peritheciële opening bekleden. De fotosynthetische partner (fotobiont) van het korstmos is een groene alg uit de groep Chlorophyta, bestaande uit min of meer bolvormige cellen van ongeveer 8–12 μm in diameter. Pycnidiën, een ander type voortplantingsstructuur, zijn bij deze soort niet waargenomen. Er werden geen secundaire metabolieten aangetroffen via standaard dunne-laag chromatografie (TLC).

## Ecologie
De soort is tot nu toe waargenomen in beschaduwde en vochtige habitat, waar ze voornamelijk groeit op mosrijke boomschors aan de voet van bomen, op wortels, rotsen en soms op aarde of rottend plantaardig materiaal. Ze wordt vaak aangetroffen in associatie met knikkend palmpjesmos, maar kan ook voorkomen zonder de aanwezigheid van mossen.

## Verspreiding
Buiten Europa is het korstmos ook waargenomen in het oosten van Noord-Amerika en het Russische Verre Oosten.
In Nederland is schorshaarschubje zeer zeldzaam. Het staat op de Nederlandse Rode Lijst in de categorie 'gevoelig'.